# Torneio Memorial Domingo Bárcenas de 2014
Torneio Memorial Domingo Bárcenas de 2014, ou Trófeu Memorial Domingo Bárcenas de 2014 foi a 15a edição do Torneio Memorial Domingo Bárcenas. O torneio teve como sede o Palácio Municipal de Deportes Vista Alegre, na cidade de Córdoba, Espanha.

## Equipes
- Seleção Espanhola de Handebol Masculino
- Seleção Brasileira de Handebol Masculino
- Seleção Sueca de Handebol Masculino
- Seleção Egípcia de Handebol Masculino

## Jogos
- 1a rodada - 1o Jogo

| 03 de Janeiro de 2014 | Brasil | 31-29 (17-12) | Suécia | Palácio Municipal de Deportes Vista Alegre, Córdoba Público: Árbitro: |
|                       |        | Relatório     |        |                                                                       |

- 1a rodada - 2o Jogo

| 03 de Janeiro de 2014 | Espanha | 32-23     | Egito | Palácio Municipal de Deportes Vista Alegre, Córdoba Público: Árbitro: |
|                       |         | Relatório |       |                                                                       |

- 2a rodada - 1o Jogo

| 04 de Janeiro de 2014 | Espanha | 39-28 (19-12) | Brasil | Palácio Municipal de Deportes Vista Alegre, Córdoba Público: Árbitro: |
|                       |         | Relatório     |        |                                                                       |

- 2a rodada - 2o Jogo

| 04 de Janeiro de 2014 | Egito | 31-23     | Suécia | Palácio Municipal de Deportes Vista Alegre, Córdoba Público: Árbitro: |
|                       |       | Relatório |        |                                                                       |

- 3a rodada - 1o Jogo

| 05 de Janeiro de 2014 | Brasil | 22-22     | Egito | Palácio Municipal de Deportes Vista Alegre, Córdoba Público: Árbitro: |
|                       |        | Relatório |       |                                                                       |

- 3a rodada - 2o Jogo

| 05 de Janeiro de 2014 | Espanha | 28-22     | Suécia | Palácio Municipal de Deportes Vista Alegre, Córdoba Público: Árbitro: |
|                       |         | Relatório |        |                                                                       |

## Classificação Final
| Pos.   | País    | V - E - D |
| ------ | ------- | --------- |
| Ouro   | Espanha | 3-0-0     |
| Prata  | Brasil  | 1-1-1     |
| Bronze | Suécia  | 1-0-2     |
| 4      | Egito   | 0-1-0     |

### Campeão
| Torneio Memorial Domingo Bárcenas |
| --------------------------------- |
| Espanha Campeão                   |